# Seva (Spanyolország)
Seva település Spanyolországban, Barcelona tartományban. Lakosainak száma 3798 fő (2024).

## Földrajza
Seva Aiguafreda, Centelles, Els Hostalets de Balenyà, El Brull, Tona, Taradell, Viladrau és Malla községekkel határos.

## Népesség
A település lakosságának változását az alábbi diagram mutatja:
| Lakosok száma | 312  | 677  | 1048 | 989  | 1610 | 2846 | 3370 | 3488 | 3519 | 3798 |
|               | 1717 | 1887 | 1936 | 1960 | 1986 | 2004 | 2009 | 2014 | 2019 | 2024 |